# Gaal (Autriche)
Pour les articles homonymes, voir Gaal.
Gaal est une commune autrichienne du district de Murtal en Styrie.

## Géographie
La commune se trouve à vol d'oiseau à 62 km au Nord-Ouest de Graz; à 33 km à l'Ouest de Leoben; à 164 km au Sud-Ouest du centre de Wien.
Elle est limitrophe de huit municipalités : au Nord-Ouest se trouve Hohentauern, à l'Ouest la municipalité nouvelle de Pölstal, au Sud-Ouest la municipalité nouvelle de Pöls-Oberkurzheim, au Sud Fohnsdorf, au Sud-Est Spielberg, à l'Est Seckau, au Nord-Est la municipalité nouvelle de Sankt Marein-Feistritz, au Nord Kalwang (la création des municipalités nouvelles date de janvier 2015).